# 淡江鮋
淡江鮋，為輻鰭魚綱鮋形目鮋亞目鮋科的其中一種，為熱帶海水魚，分布於東太平洋墨西哥至秘魯海域，體長可達15公分，棲息在沿岸底層水域，生活習性不明，具有毒性。